# Кетл Фолс (Вашингтон)
Кетл Фолс (енгл. Kettle Falls) град је у америчкој савезној држави Вашингтон. По попису становништва из 2010. у њему је живело 1.595 становника.

## Демографија
Према попису становништва из 2010. у граду је живело 1.595 становника, што је 68 (4,5%) становника више него 2000. године.
| Група             | 2000.         | 2010.         |
| Белци             | 1.373 (89,9%) | 1.441 (90,3%) |
| Афроамериканци    | 1 (0,1%)      | 1 (0,1%)      |
| Азијати           | 3 (0,2%)      | 7 (0,4%)      |
| Хиспаноамериканци | 42 (2,8%)     | 27 (1,7%)     |
| Укупно            | 1.527         | 1.595         |